# Suhodil, Hluhiv
Suhodil (în ucraineană Суходіл) este localitatea de reședință a comunei Suhodil din raionul Hluhiv, regiunea Sumî, Ucraina.

## Demografie
Componența lingvistică a localității Suhodil
     Rusă (65,27%)
     Ucraineană (34,29%)
Conform recensământului din 2001, majoritatea populației localității Suhodil era vorbitoare de rusă (65,27%), existând în minoritate și vorbitori de ucraineană (34,29%).